# Aristolochia billardieri
Aristolochia billardieri är en piprankeväxtart som beskrevs av Jaub. & Sp.. Aristolochia billardieri ingår i släktet piprankor, och familjen piprankeväxter. Inga underarter finns listade i Catalogue of Life.